# 청소놀래기속
청소놀래기속(학명: Labroides)은 인도양과 태평양에서 발견되는 놀래기과 물고기이다. 청소놀래기속에 속하는 물고기들은 청소 물고기이다.

## 종
현재 이 속에서 인정받은 종은 아래와 같다.
- Labroides bicolor Fowler & B.A. Bean, 1928 (영문명: bicolor cleaner wrasse)

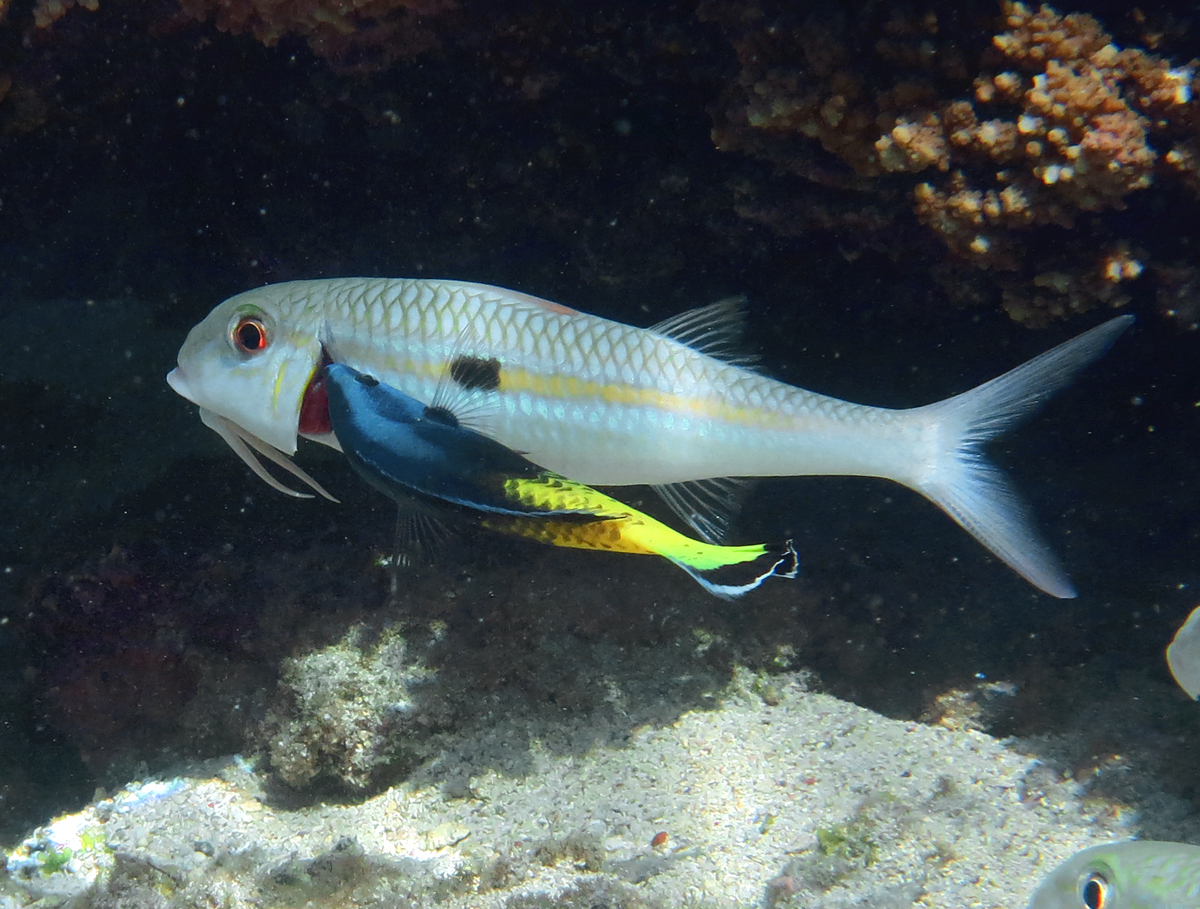
다른 물고기를 청소하고 있는 청소놀래기속 물고기

- 청줄청소놀래기 (Labroides dimidiatus) (발랑, 1839)
- Labroides pectoralis J.E.Randall & V.G. 스프링, 1975년 (영문명: blackspot cleaner wrasse)
- Labroides phthirophagus J.E. 랜달, 1958 (영문명: Hawaiian cleaner wrasse)
- Labroides rubrolabiatus J.E. 랜달, 1958 (영문명: redlip cleaner wrasse)